# Crowbar
Crowbar – założony przez Kirka Windsteina w 1989 roku w Nowym Orleanie amerykański zespół rockowy grający mieszankę doom metalu i hardcore punk określaną mianem sludge metalu. Zespół rozpoczynał działalność pod nazwą The Slugs, grając covery Judas Priest i Iron Maiden.
W roku 2003 zespół został reaktywowany przez założyciela Kirka Windsteina.

## Muzycy

### Obecny skład zespołu
- Kirk Windstein – gitara, śpiew (od 1989)
- Shane Wesley – gitara basowa (od 2018)
- Matthew Brunson – gitara (od 2009)[4]
- Tommy Buckley – perkusja (od 2005)

### Byli członkowie zespołu
- Jeff Golden – gitara basowa (2013–2016)
- Pat Bruders – gitara basowa (2005–2013)
- Steve Gibb – gitara, śpiew (2004–2009)
- Rex Brown – gitara basowa (2004–2005)
- Jeff Okoneski – gitara basowa
- Todd Strange – gitara basowa (1990–2000, 2016–2018)
- Jimmy Bower – perkusja (1989–1990, 1996–1998)
- Craig Nunenmacher – perkusja (1991–1995, 2000, 2004–2005)
- +Tony Costanza – perkusja (2001)
- Sid Montz – perkusja (2000)
- Sammy Duet – gitara (1998–2002)
- Matt Thomas – gitara (1993–1997)
- Kevin Noonan – gitara (1989–1990, 1991–1993)

Crowbar Live @ Free & Easy Festival 2015
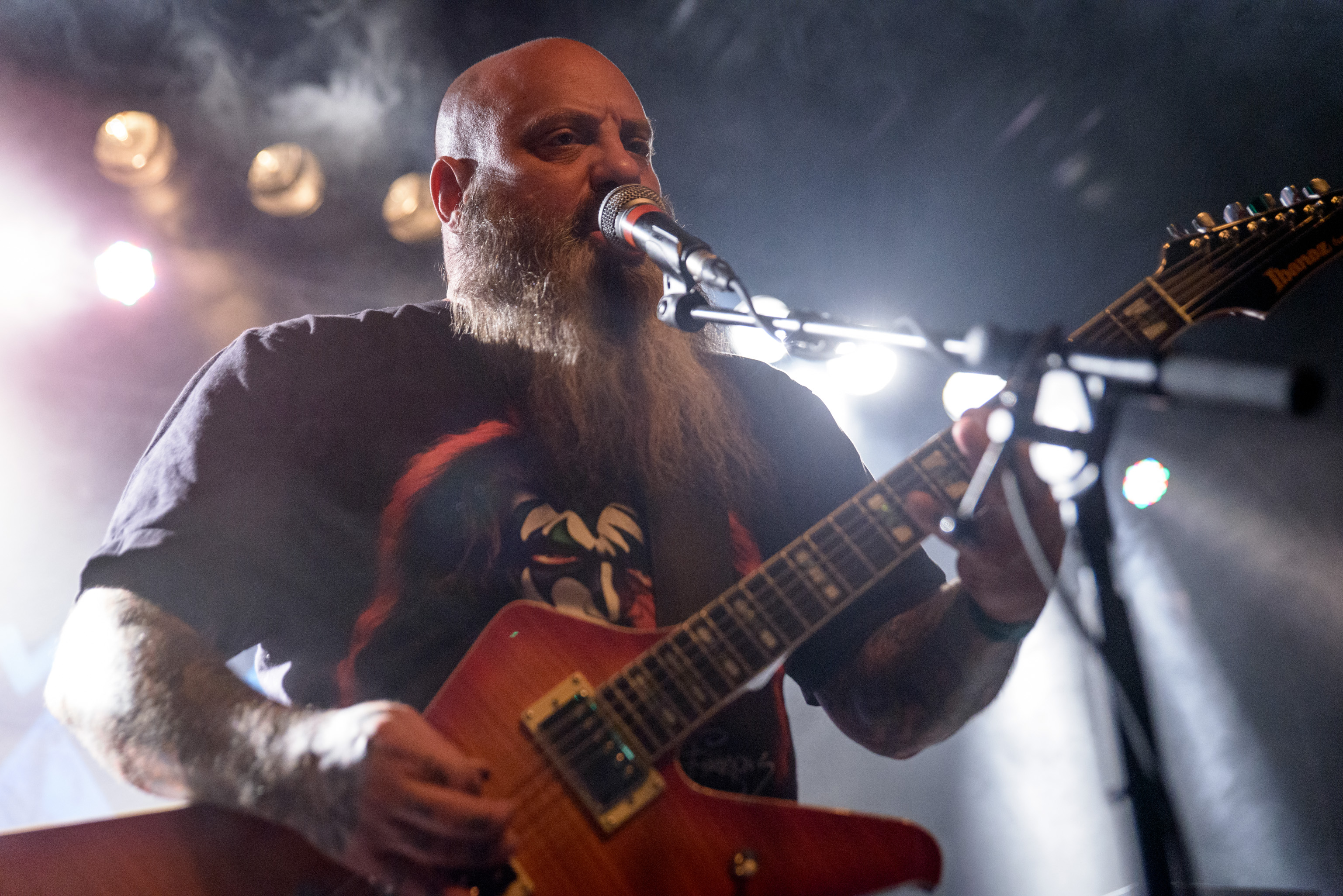
Kirk Windstein
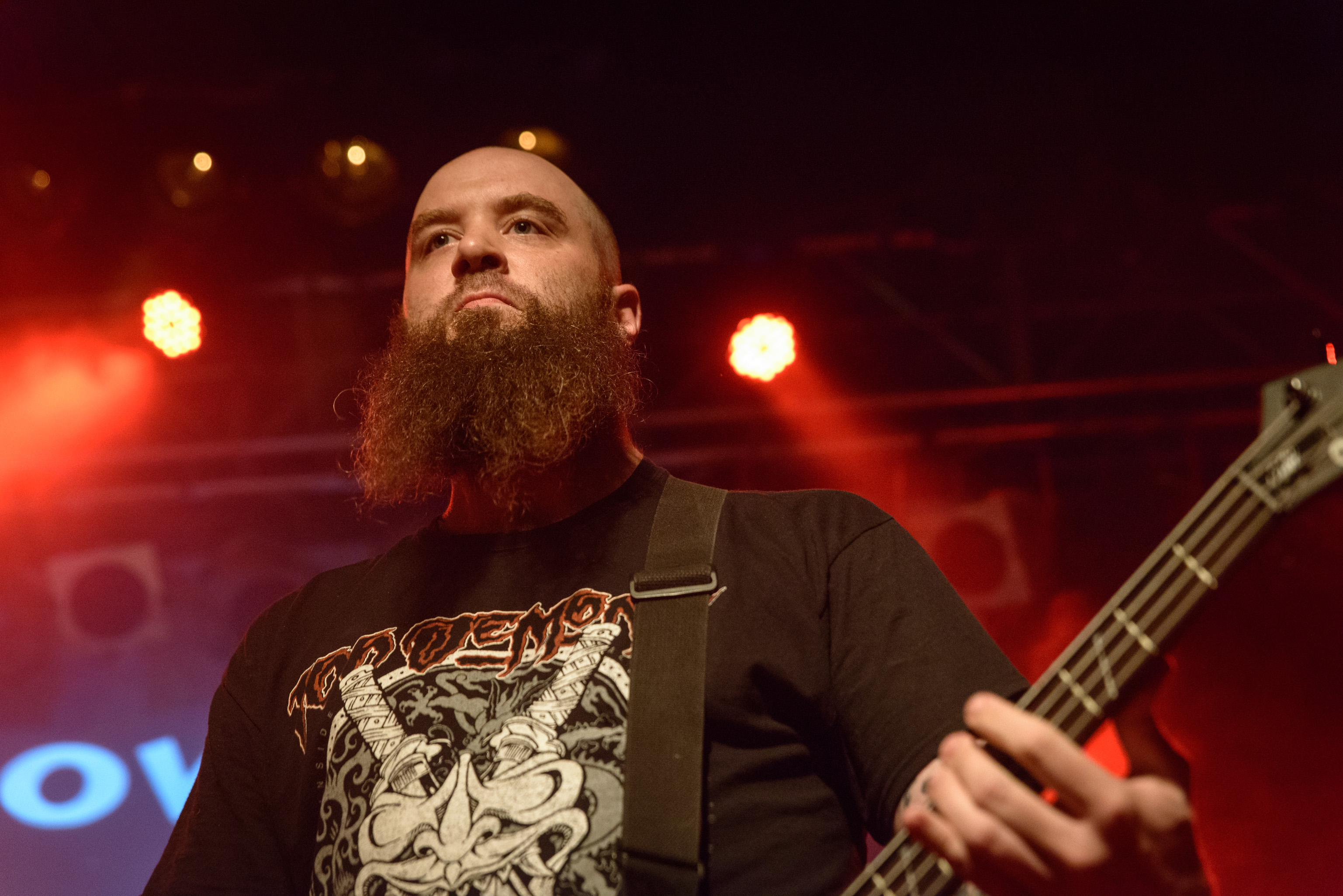
Jeff Golden
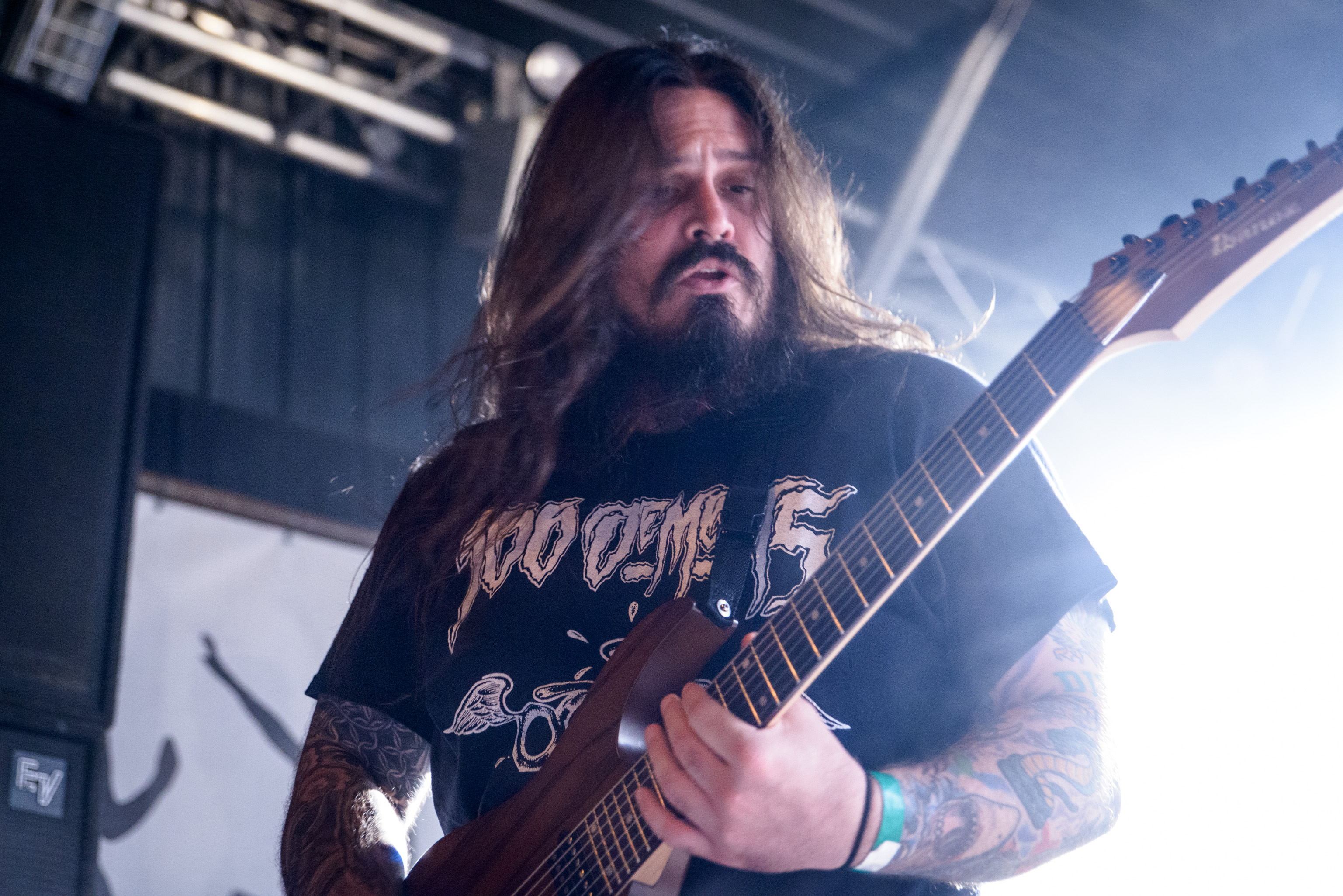
Matthew Brunson

## Dyskografia
- Obedience Thru Suffering (1991, Pavement Music)
- Crowbar (1993, Pavement Music)
- Time Heals Nothing (1995, Pavement Music)
- Broken Glass (1996, Pavement Music)
- Odd Fellows Rest (1998, Mayhem Records)
- Equilibrium (2000, Spitfire Records)
- Sonic Excess in its Purest Form (2001, Spitfire Records)
- Lifesblood for the Downtrodden (2005, Candlelight Records)
- Sever the Wicked Hand (2011, E1 Music)
- Symmetry in Black (2014, Century Media Records)
- The Serpent Only Lies (2016, E1 Music)
- Zero and Below (2022, MNRK Heavy)